# Dwergvinvis
De dwergvinvis (Balaenoptera acutorostrata) is een in zee levend zoogdier dat hoort tot de parvorde van baleinwalvissen.
Het zijn redelijk nieuwsgierige dieren die ook wel mensen en boten opzoeken. Soms worden er ook wel speciale tochten georganiseerd om deze dieren te bekijken, bijvoorbeeld vanuit Reykjavik en Húsavík op IJsland. Ze zijn langdurig voorwerp geweest van menselijke jacht. Er wordt op kleine schaal nog steeds op deze soort gejaagd.

## Kenmerken
De dwergvinvis is een van de kleinere baleinwalvissen. Volwassen dwergvinvissen hebben gemiddeld een lengte van 7 tot 7,5 meter, met een maximum van 9 tot 11 meter voor vrouwtjes en 9 tot 10 meter voor mannetjes. Beide geslachten wegen in volwassen vorm gemiddeld 4 à 5 ton en maximaal 14 ton. Bij geboorte zijn de baby's 2,4 à 2,8 meter. Ze worden 5 maanden gezoogd.
Het dier heeft korte baleinplaten tot 30 cm, 230 tot 360 in elke bovenkaakhelft. De rug is donker met een lichte buikzijde. Op de flippers is een witte band zichtbaar.

## Leeftijd
Ze leven gemiddeld 30 tot 50 jaar met een maximum van 60 jaar.

## Snelheid
Hun topsnelheid is 20/30 km/h. Zij ademen meestal 3 tot 5 maal kort na elkaar en duiken daarna 2 tot 20 minuten.

## Voedsel
Deze dieren leven solitair, hoewel meerdere exemplaren soms in hetzelfde gebied foerageren. Hun dieet bestaat voornamelijk uit krill en in de noordelijke gebieden ook uit kleine levende dieren zoals vissen en garnalen.

## Voortplanting
Dwergvinvissen krijgen na een dracht van 10 à 11 maanden één jong, dat bij de geboorte zo'n 450 kg weegt. In het noorden van de Atlantische Oceaan worden de jongen tussen het november en mei geboren, in het zuidelijk halfrond is dat voornamelijk op het einde van mei en het begin van juni. Paren gebeurt in de Atlantische Oceaan tussen december en mei, in het zuidelijk halfrond kan dat het hele jaar door. Pieken zijn er in december en juni. Na hoogstens zes maanden worden de jongen gespeend. Na minstens zes jaar zijn ze geslachtsrijp. Vrouwtjes hebben na 18 jaar hun volledige lengte, bij mannetjes is dat na 20 jaar.
De dwergvinviskoeien krijgen per 1 à 2 jaar een jong.

## Verspreiding
De dwergvinvis komt voor in alle oceanen en zeeën van het noordelijk halfrond. Er is ook een Antarctische dwergvinvis (B. bonaerensis) op het zuidelijk halfrond die vaak als een ondersoort van de dwergvinvis wordt gezien. Het geschatte aantal in het noordelijk gedeelte van de Atlantische Oceaan is 150.000 dieren. Ze leven voornamelijk in de open zee. Ze zijn niet zeldzaam. Er is aanleiding te veronderstellen dat de soort in aantal stabiel blijft. Om deze reden staat de dwergvinvis als niet bedreigd op de Rode Lijst van de IUCN.
In de twintigste eeuw werden 20 strandingen aan de Nederlandse kust gemeld, van 2000 tot en met 2021 zijn eenentwintig strandingen gemeld.